# Dylan Watson-Brawn
Dylan Watson-Brawn (* 1993 in Vancouver, Kanada) ist ein kanadischer Koch, der seit 2014 in Berlin lebt und arbeitet.

## Werdegang
Seine Ausbildung schloss er 2010 in Tokio im Restaurant Nihonryori Ryugin bei Seiji Yamamoto ab (drei Sterne im Guide Michelin), als jüngster Absolvent nicht-japanischer Herkunft. Es folgten Praktika im Restaurant Noma bei René Redzepi in Kopenhagen (drei Michelinsterne) und im Restaurant Eleven Madison Park bei Daniel Humm in New York (drei Michelinsterne).
2014 zog er mit seiner Freundin nach Berlin.
2017 eröffnete er in Berlin-Wedding das Restaurant Ernst mit nur 12 Sitzplätzen. Seit 2019 wird das Restaurant mit einem Michelinstern ausgezeichnet. Watson-Brawn kocht 25 bis 30 japanisch inspirierte Gänge. Im September 2023 gab er bekannt, dass er das Restaurant Ernst Ende 2024 schließen wird, weil er sich auf sein Zweitrestaurant Julius konzentrieren will.

## Auszeichnungen
- 2019: Ein Michelinstern für das Restaurant Ernst[6]
- 2022: Koch des Jahres von Gault-Millau Deutschland[4][8]